# 302

302(삼백이)는 301보다 크고 303보다 작은 자연수다.

## 수학
- 합성수로, 그 약수는 1, 2, 151, 302이다. 진약수의 합은 154이므로, 302는 부족수다.
  - 96번째 반소수다. 앞의 반소수는 301, 다음 반소수는 303이다.
- {\displaystyle 302=9^{2}+10^{2}+11^{2}}
  - 연속하는 세 자연수의 제곱합으로 나타낼 수 있으며, 이 성질을 지닌 앞의 수는 245, 다음 수는 365다.
- {\displaystyle 19^{5}-1}은 302로 나누어떨어진다.

## 과학
- HTTP 302 (Found→찾음): 요청한 자료가 일시적으로 옮겨졌음을 나타내는 HTTP 상태 코드.
- NGC 302(영어판): 고래자리 방향에 있는 항성.

## 교통

### 철도
- 부산 도시철도 3호선 망미역의 역번호.
- 대구 도시철도 3호선, 수도권 전철 3호선은 302번 역이 없고, 각각 312번, 309번 부터 시작한다.

### 도로
- 국도
  - 일본 302번 국도: 아이치현 나고야시 나카가와구에서 기요스시, 나고야시, 가스가이시, 도카이시, 아마군 도비시마촌 등을 순환하는 일본의 국도.
  - 미국 302번 국도(영어판)
- 기타 도로
  - 302번 지방도: 경기도 화성시 우정읍 이화리에서 충청북도 진천군 덕산읍까지 이어지는 대한민국의 지방도.
  - 현도 제302호선

## 문화유산
- 대한민국의 국보 제302호: 청곡사영산회괘불탱
- 대한민국의 보물 제302호: 순천 송광사 약사전
- 대한민국의 사적 제302호: 순천 낙안읍성

## 방송
- 지니 TV의 중국 국제 방송인 CGTN 채널 번호.
- KT HCN의 JEI 재능TV 채널 번호.

## 기타
- 날짜: 3월 2일
- 연도: 302년, 기원전 302년